# 宗谷支庁

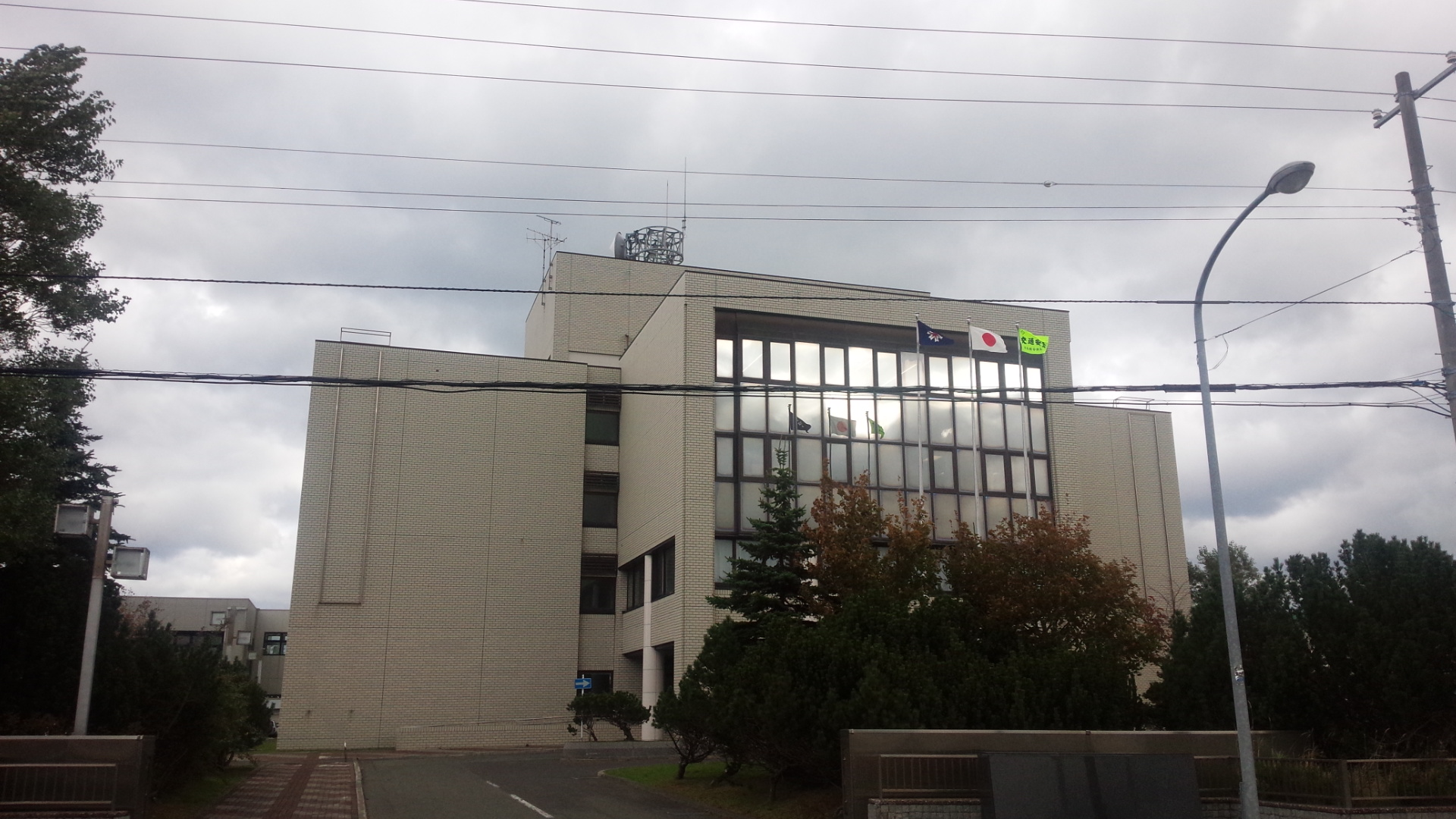
宗谷支庁舎（現・宗谷総合振興局）

宗谷支庁（そうやしちょう）は、かつて北海道に存在した支庁のひとつ。支庁名は北見国宗谷郡に由来する。支庁所在地は稚内市。2010年（平成22年）4月1日、宗谷総合振興局に改組。

## 地理

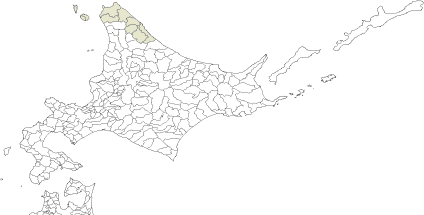
道内における宗谷支庁の位置

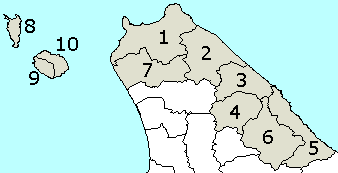
宗谷支庁の自治体
1.稚内市2. 猿払村3. 浜頓別町4. 中頓別町5,6. 枝幸町7. 豊富町8. 礼文町9. 利尻町10. 利尻富士町

## 歴史
- 1897年（明治30年） - 宗谷支庁を設置し、宗谷・枝幸・利尻・礼文の四郡を管轄とする。
- 1948年（昭和23年）10月20日 - 地方自治法の施行に基づき支庁は都道府県が条例で任意に設置する総合出先機関となり、北海道支庁設置条例（昭和23年9月27日条例第44号）が施行される（条例で宗谷郡、枝幸郡、利尻郡、礼文郡、天塩郡豊富町を所轄区域、支庁の位置を稚内市と定める）[1]。留萌支庁の管轄であった天塩郡豊富村（現在の豊富町）を編入する。
- 1997年（平成9年） - 開庁100年
- 2008年（平成20年）6月28日 - 北海道議会において､14支庁を9地域に再編し、名称を支庁から地域振興局に改める旨の条例案が可決された｡
- 2009年（平成21年）3月31日 - 他の総合振興局への編入対象となった支庁の反発を受け、北海道議会で条例の改正案が可決。これに伴い、振興局は総合振興局と同等の扱い（地方自治法上の支庁）へ改められるとともに、広域で所管することが望ましい業務に関しては隣接する総合振興局の所掌事務とすることが出来るとされた。
- 2010年（平成22年）4月1日 - 宗谷支庁が廃止され、宗谷総合振興局が発足。同時に、旧留萌支庁の管轄であった天塩郡幌延町を編入。

## 地域
- 稚内市
- 宗谷郡：猿払村
- 枝幸郡：浜頓別町 - 中頓別町 - 枝幸町
- 礼文郡：礼文町
- 利尻郡：利尻町 - 利尻富士町
- 天塩郡：豊富町 - 幌延町

## 産業
稚内市以外は酪農と漁業が主産業である。利尻町・利尻富士町・礼文町は漁業、豊富町・幌延町・中頓別町は酪農を中心とし、猿払村・浜頓別町・枝幸町は半農半漁の様相を呈している。 
- 稚内市は、かつて漁業の町として大変栄えていたが、200海里規制後は、漁獲量の減少・資源の枯渇によって衰退した（現在、底引船はわずか8隻である）。現在は第3次産業が主となっている。最近では、漁業から観光産業への転換が図られている。
- 稚内市・利尻島・礼文島で生産される利尻昆布は高級食材として人気が高く、全国に出荷されている。
- 猿払村は、日本有数のホタテの生産地。
- 豊富町は、道内有数の牛乳の生産地。セイコーマートブランドで売られている牛乳は、すべて豊富町で生産されている。

しかし、近年は宗谷管内全市町村で急激に人口が減少しており（わずか5年で約6000人も減少している）、全市町村が過疎地域に指定されている。